# Colbún (Unternehmen)
Die Colbún S.A. ist ein Stromerzeuger in Chile. Bis 2001 war der Name des Unternehmens Empresa Electrica Colbun Machicura S.A. Colbún betreibt zahlreiche Kraftwerke im wichtigsten chilenischen Verbundnetz, dem SIC. Das Unternehmen ist an der Börse Bolsa de Comercio de Santiago in Santiago de Chile gelistet und wird im Index CHILE 65 geführt.
Der Umsatz lag im Jahre 2014 bei 1,503 Mrd. USD, der Gewinn betrug 80 Mio. USD. Im Jahre 2012 konnte Colbún insgesamt 11,39 Mrd. kWh verkaufen, im folgenden Jahr waren es 12,842 Mrd. kWh.

## Geschichte
Die Geschichte Colbúns beginnt Anfang der 1980er Jahre mit der Errichtung der Kraftwerke Colbún und Machicura durch den damaligen staatlichen Stromversorger Empresa Nacional de Electricidad S.A. Chile (ENDESA). Im April 1986 spaltete sich die Empresa Electrica Colbun Machicura S.A. (EEC) im Rahmen der Privatisierung des chilenischen Stromerzeugungssektors von der ENDESA ab. EEC wurde am 1. September 1986 als Aktiengesellschaft eingetragen und änderte ihren Namen 2001 in Colbún S.A. Im Jahr 2005 fusionierte Colbún mit der Hidroeléctrica Cenelca S.A., wodurch die Minera Valparaíso S.A. zum Hauptaktionär von Colbún wird.

## Kraftwerke
Colbún betreibt in Chile eine Reihe von Wasser- und kalorischen Kraftwerken. Alle Kraftwerke liegen im Gebiet des wichtigsten chilenischen Verbundnetzes, dem SIC. Bzgl. der installierten Leistung ist Colbún mit einem Anteil von ungefähr 20 % der zweitgrößte Stromerzeuger im SIC nach ENDESA mit 37 %.

### Kalorische Kraftwerke
Colbún betreibt die folgenden kalorischen Kraftwerke mit einer installierten Leistung von zusammen 1686 MW:
| Name des Kraftwerks           | Inst. Leistung (MW) | Brennstoff | Status     |
| ----------------------------- | ------------------- | ---------- | ---------- |
| Kraftwerk Antilhue            | 100                 | Erdgas     | in Betrieb |
| Kraftwerk Candelaria          | 270                 | Erdgas     | in Betrieb |
| Kraftwerk Los Pinos           | 100                 | Erdgas     | in Betrieb |
| Kraftwerk Nehuenco I, II, III | 874                 | Erdgas     | in Betrieb |
| Kraftwerk Santa María         | 342                 | Kohle      | in Betrieb |

### Wasserkraftwerke
Colbún betreibt die folgenden Wasserkraftwerke mit einer installierten Leistung von zusammen 1589,6 MW:
| Name des Kraftwerks | Inst. Leistung (MW) | Fluss/See   | Status     |
| ------------------- | ------------------- | ----------- | ---------- |
| Angostura           | 316                 | Río Bío Bío | in Betrieb |
| Blanco              | 60                  | Río Juncal  | in Betrieb |
| Canutillar          | 172                 | Lago Chapo  | in Betrieb |
| Carena              | 9                   |             | in Betrieb |
| Chacabuquito        | 29                  |             | in Betrieb |
| Chiburgo            | 19                  |             | in Betrieb |
| Colbún              | 474                 | Río Maule   | in Betrieb |
| Hornitos            | 55                  |             | in Betrieb |
| Juncal              | 29                  | Río Juncal  | in Betrieb |
| Juncalito           | 1                   | Río Juncal  | in Betrieb |
| La Mina             | 34                  |             | in Bau     |
| Los Quilos          | 39                  |             | in Betrieb |
| Machicura           | 95                  | Río Maule   | in Betrieb |
| Quilleco            | 71                  | Río Laja    | in Betrieb |
| Rucúe               | 178                 | Río Laja    | in Betrieb |
| San Clemente        | 5,6                 |             | in Betrieb |
| San Ignacio         | 37                  |             | in Betrieb |

### Jahreserzeugung
Die folgende Tabelle zeigt die Jahreserzeugung (in Mrd. kWh) nach Energieträger für die Jahre 2012 bis 2013:
| Jahr | Wasserkraft | Erdgas | Diesel | Kohle | Gesamt |
| ---- | ----------- | ------ | ------ | ----- | ------ |
| 2012 | 5,233       | 2,242  | 2,240  | 1,853 | 11,568 |
| 2013 | 4,857       | 3,234  | 0,546  | 2,616 | 11,253 |

Im Jahre 2013 wurden für die Stromerzeugung 958.000 t Kohle, 639 Mio. m³ Erdgas und 148.000 m³ Diesel verbraucht.

## Beteiligungen
Colbún ist an folgenden Unternehmen mit 99,99 bzw. 100 % beteiligt:
- Colbún International Limited
- Colbún Transmisión S.A.
- Empresa Electrica Industrial S.A.
- Río Tranquilo S.A.
- Sociedad Hidroeléctrica Melocotón Ltda.
- Termoelectrica Antilhue S.A.
- Termoeléctrica Nehuenco S.A.

Darüber hinaus hält Colbún Anteile an folgenden Unternehmen:
- Centrales Hidroeléctricas de Aysén S.A. (49,0 %)
- Electrogas S.A. (42,5 %)
- Hidroeléctrica Aysén S.A. (49 %); siehe HidroAysén
- Transmisora Eléctrica de Quillota Ltda. (50 %)

## Anteilseigner
Die 5 wichtigsten Anteilseigner von Colbún waren zum Ende des Geschäftsjahrs 2014:
- Minera Valparaíso S.A. (35,17 %)
- Forestal Cominco S.A. (14,00 %)
- Antarchile S.A. (9,58 %)
- AFP Habitat S.A. (4,70 %)
- AFP Provida S.A. (4,66 %)

Die Unternehmen Minera Valparaíso und Forestal Cominco gehören zur Grupo Matte, die damit die Kontrolle über Colbún ausübt.